# Корунна (Мічиган)
Корунна (англ. Corunna) — місто (англ. city) в США, в окрузі Шаявассі штату Мічиган. Населення — 3046 осіб (2020).

## Географія
Корунна розташована за координатами 42°59′0″ пн. ш. 84°6′57″ зх. д. / 42.98333° пн. ш. 84.11583° зх. д. (42.983392, -84.115863).  За даними Бюро перепису населення США в 2010 році місто мало площу 8,45 км², з яких 8,27 км² — суходіл та 0,18 км² — водойми.

## Демографія
Згідно з переписом 2010 року, у місті мешкало 3497 осіб у 1384 домогосподарствах у складі 851 родини. Густота населення становила 414 особи/км².  Було 1519 помешкань (180/км²).
Расовий склад населення:
| - 95,0 % — білих - 1,3 % — азіатів - 1,2 % — чорних або афроамериканців - 0,4 % — корінних американців |

До двох чи більше рас належало 1,5 %. Частка іспаномовних становила 2,4 % від усіх жителів.
За віковим діапазоном населення розподілялося таким чином: 23,6 % — особи молодші 18 років, 61,7 % — особи у віці 18—64 років, 14,7 % — особи у віці 65 років та старші. Медіана віку мешканця становила 36,0 року. На 100 осіб жіночої статі у місті припадало 91,5 чоловіків;  на 100 жінок у віці від 18 років та старших — 86,1 чоловіків також старших 18 років.
Середній дохід на одне домашнє господарство  становив 41 141 долар США (медіана — 34 566), а середній дохід на одну сім'ю — 46 031 долар (медіана — 41 905). Медіана доходів становила 36 953 долари для чоловіків та 33 750 доларів для жінок. За межею бідності перебувало 23,5 % осіб, у тому числі 28,6 % дітей у віці до 18 років та 2,8 % осіб у віці 65 років та старших.
Цивільне працевлаштоване населення становило 1194 особи. Основні галузі зайнятості: освіта, охорона здоров'я та соціальна допомога — 29,0 %, виробництво — 19,5 %, роздрібна торгівля — 17,5 %.